# Ján Báňas
Ján Báňas (3. června 1947 – 27. červenec 2024) byl slovenský šachový mezinárodní mistr, titul získal v roce 1979. Stal se mistrem Slovenska v letech 1985 a 1999, na mistrovství 1993 skončil druhý. V témže roce vyhrál turnaj v Odense 1993, open Slovan 2001, umístil se druhý na turnaji Porąbka 1986 za Aloisem Lančem, třetí na Imperia Open 2005. Jeho rating se tehdy pohyboval okolo hodnoty 2400, nejvíce dosáhl 2425. V roce 2001 na Poháru EU družstev porazil tehdy desetiletého Magnuse Carlsena. 
Často působil jako kapitán nebo trenér reprezentačních družstev, jako např. mužů na šachových olympiádách v Moskvě 1994 a Drážďanech 2008. O šachu psal i překládal, především z chorvatštiny. Tyto znalosti a kontakty využíval i ve funkci velvyslance SR v Chorvatsku, kde působil mezi lety 2005 až 2008.

## Publikace
- J. Báňas: 1. svetový pohár v šachu, 1989, 6 dílů.